# Brigada Multinacional Plus Ultra
La Brigada Plus Ultra o también llamada Brigada Multinacional (BMNPU) fue una coalición militar de naciones hispanoamericanas liderada por España y que integra a otros países centroamericanos. Esta coalición fue creada el 11 de julio de 2003 cuando en España el Consejo de Ministros aprobó el envío de 1300 tropas españolas a Irak para dar apoyo a los aliados (Estados Unidos y Reino Unido) en la llamada Operación Libertad Iraquí. A este contingente se le unieron varios países centroamericanos con unas 1200 tropas en las que entran: 380 tropas de El Salvador, 368 militares de Honduras, 302 militares de la República Dominicana y 230 tropas de Nicaragua.

## Brigadas
En la misión de Irak hubo dos brigadas:
- La Brigada Plus Ultra I[1]
- La Brigada Plus Ultra II[3]

### Brigada Plus Ultra I
El mando de la Brigada Plus Ultra se la dieron al general, Alfredo Cardona, y tuvo la orden de que actuase dentro de la División hispano-polaca que participa en la invasión de Irak. El 23 de julio de 2003, el aeropuerto de Santiago de Compostela donde saldría el primer Boeing 707 con el primer contingente español de 60 tropas, rumbo a Kuwait, donde más tarde se establecerá en Irak, creando y preparando campamentos en las ciudades de Diwaniya y Nayaf. Luego, partirían desde la Base Naval de Rota el buque de asalto Galicia (L-51), el petrolero Marqués de la Ensenada (A-11) y la fragata Reina Sofía (F-84) con parte del contingente español, incluyendo la infantería de marina española, llegando al puerto de Um Kasar el 9 de abril de 2004. El resto del contingente seguiría partiendo rumbo a Irak desde diversos puntos de España hasta completar la 1300 tropas españolas. El último contingente, formado por 335 militares, partió rumbo a Irak desde la Base Aérea de Torrejón de Ardoz el 14 de agosto de 2003. Más tarde se les unirían las 1200 tropas centroamericanas para ayudar a los españoles en la reconstrucción del país, tomando la Brigada el relevo de los marines de Estados Unidos el 28 de agosto.
Todas las tropas españolas y centroamericanas se establecerán en la Base España, en la ciudad de Diwaniya, donde se establece el cuartel general de la brigada, y en la Base al-Ándalus de Nayaf (también conocida como Camp Golf), hasta mediados de diciembre, cuando se relevará por la Brigada Plus Ultra II.

### Brigada Plus Ultra II
La primera brigada fue sustituida más tarde por la Brigada Plus Ultra II, que tendría como núcleo de formación la División Mecanizada. El cargo de general al mando de la brigada pasó al general Fulgencio Coll Bucher. La segunda Brigada relevará a la primera con el traslado de tropas a las bases de Diwaniya y Nayaf, durante mediados de diciembre de 2003 hasta el 18 de diciembre, en la que llegaría el último contingente. Durante el tiempo de estancia, las tropas españolas y centroamericanas tuvieron muchos enfrentamientos con la insurgencia iraquí. Unos de los combates más importantes es el de la batalla del 4 de abril en la base al-Ándalus en Nayaf.

### Retirada
Tras los atentados del 11 de marzo de 2004, las elecciones generales de España de 2004 las había ganado José Luis Rodríguez Zapatero, que prometió la retirada de las tropas españolas en Irak. Un nuevo relevo se estaba preparando, pero fue interrumpido el 18 de abril por el gobierno, ordenando el regreso de la fuerza. Para desalojar los campamentos se envían 1000 legionarios y especialistas del Mando de Ingenieros.
El 21 de abril el General Fulgencio Coll entrega el mando al General José Manuel Muñoz de la operación de salida “Apoyo al Repliegue (CONAPRE)”, disolviéndose oficialmente la Brigada Plus Ultra II el 29 de abril en Bótoa (Badajoz).
La prioridad de la misión consistió en que los desplazamientos se realizasen con la máxima seguridad, por lo que se hizo necesario coordinar la operación con las fuerzas estadounidenses. La primera fase del repliegue se materializó el 26 de abril. Los cerca de 150 últimos soldados españoles de la Base al-Ándalus en Nayaf se dirigieron a Base España en Diwaniya, ocupando los soldados estadounidenses las posiciones en la base de Nayaf para evitar la ocupación por parte de las milicias del Imán Muktada al Sader. Los últimos 260 soldados españoles de la Brigada Plus Ultra II llegaron a Kuwait el 27 de abril por la tarde, completando así la salida de Irak de todas las unidades.
La última embarcación arribó al puerto de Valencia el 14 de julio de 2004, dando fin a la retirada del contingente español, y también del contingente centroamericano que se retiró al mismo tiempo, excepto las tropas de El Salvador, que se retiraron en 2009.